# Ruleta

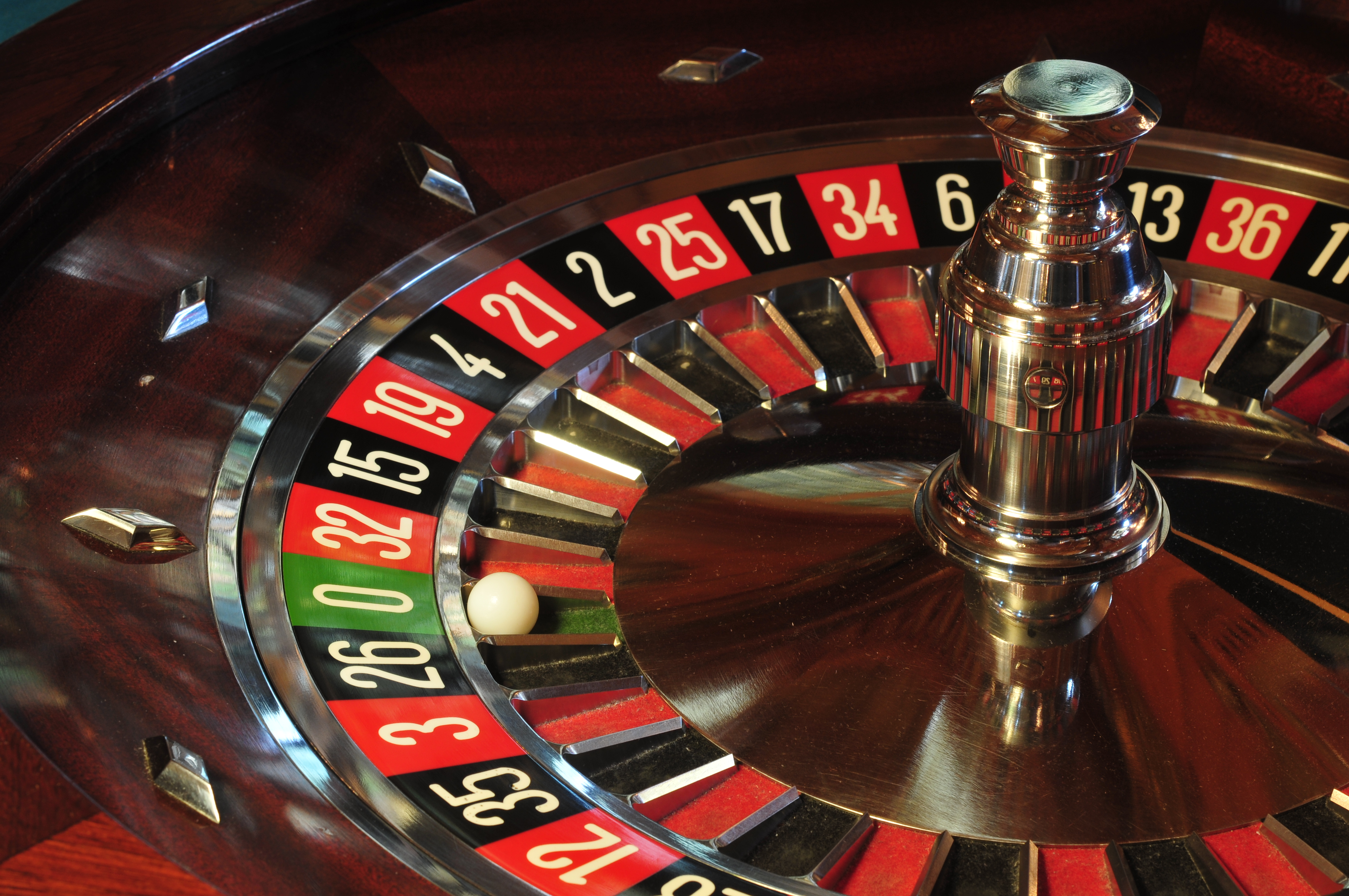
Una ruleta europea.

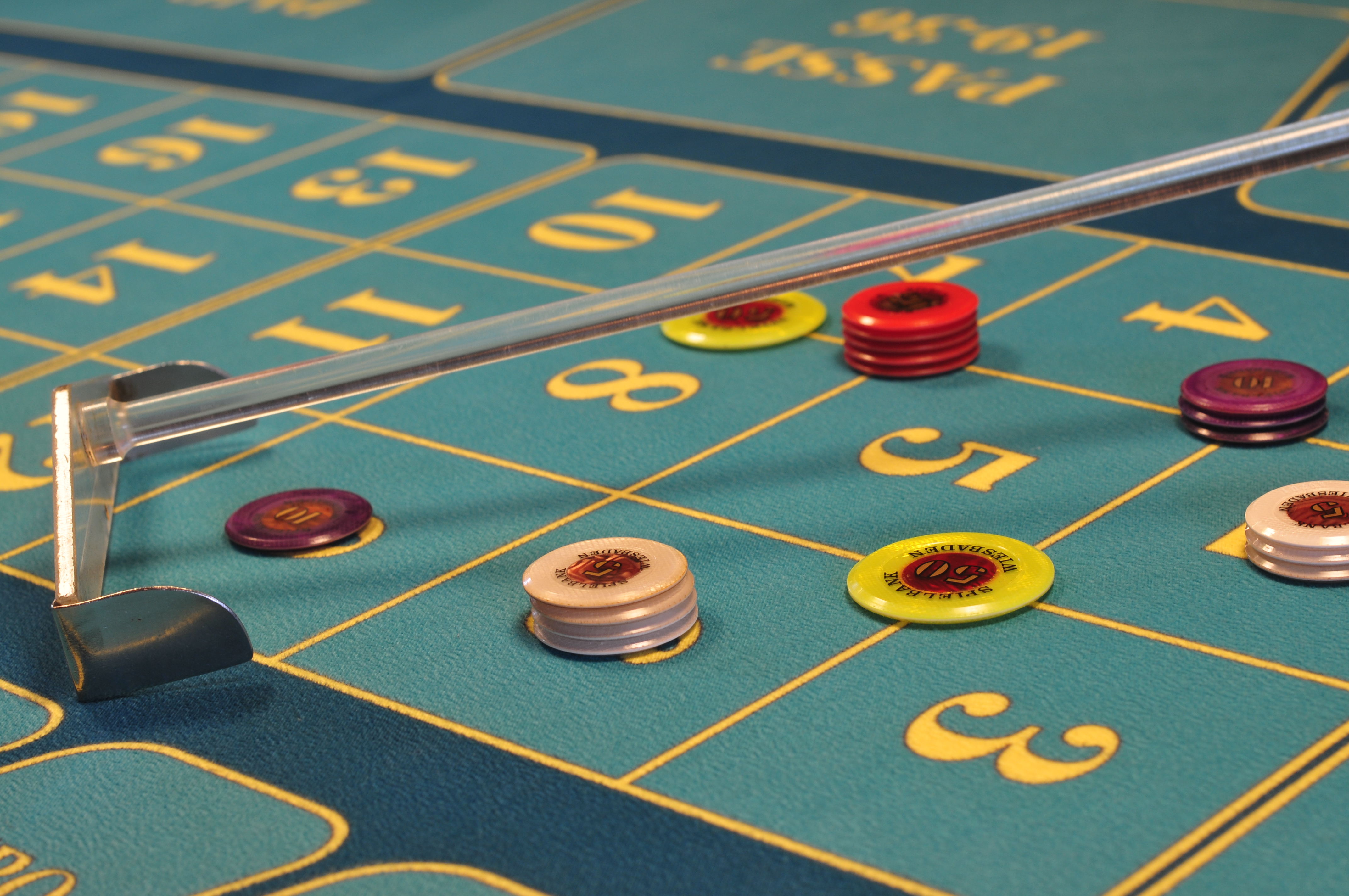

La ruleta es un juego de azar típico de los casinos, cuyo nombre viene del término francés roulette, que significa "ruedita" o "rueda pequeña". Su uso como elemento de juego de azar, aún en configuraciones distintas de la actual, no está documentado hasta bien entrada la Edad Media. Es de suponer que su referencia más antigua es la llamada Rueda de la Fortuna, de la que hay noticias a lo largo de toda la historia, prácticamente en todos los campos del saber humano.
La “magia” del movimiento de las ruedas tuvo que impactar a todas las generaciones. La aparente quietud del centro, el aumento de velocidad conforme nos alejamos de él, la posibilidad de que se detenga en un punto al azar; todo esto tuvo que influir en el desarrollo de distintos juegos que tienen la rueda como base.
Las ruedas, y por extensión las ruletas, siempre han tenido conexión con el mundo mágico y esotérico. Así, una de ellas forma parte del tarot, más precisamente de los que se conocen como arcanos mayores.
Según los indicios, la creación de una ruleta y sus normas de juego, muy similares a las que conocemos hoy en día, se debe a Blaise Pascal, matemático francés, quien ideó una ruleta con treinta y seis números (sin el cero), en la que se halla un extremado equilibrio en la posición en que está colocado cada número. La elección de 36 números da un alcance aún más vinculado a la magia (la suma de los primeros 36 números da el número mágico por excelencia: seiscientos sesenta y seis).
Esta ruleta podía usarse como entretenimiento en círculos de amistades. Sin embargo, a nivel de empresa que pone los medios y el personal para el entretenimiento de sus clientes, no era rentable, ya que estadísticamente todo lo que se apostaba se repartía en premios (probabilidad de 1/36 de acertar el número y ganar 36 veces lo apostado).
La ronda de ruleta, imagen del club actual, fue una creación francesa del siglo XVII, de hecho por el conocido matemático y físico francés Blas Pascal. Con estándares de juego básicamente iguales a los que conocemos hoy, Pascal inventó en 1645 una rueda de ruleta con 36 números (sin el cero), en la que se establece un equilibrio escandaloso numéricamente en la situación en la que se coloca cada número. Pascal eligió organizar los números para que tuvieran resultados potenciales similares ...
En 1842, los hermanos Blanc modificaron la ruleta añadiéndole un nuevo número, el 0, y la introdujeron inicialmente en el Casino de Montecarlo. Esta es la ruleta que se conoce hoy en día, con una probabilidad de acertar de 1/37 y ganar 36 veces lo apostado, consiguiendo un margen para la casa del 2,7% (1/37).
Más adelante, en algunas ruletas (sobre todo las que se usan en países anglosajones) se añadió un nuevo número, el 00, con lo cual el beneficio para el casino resultó ser doble (2/38 o 5,26%).

## Historia
La primera forma de ruleta se ideó en la Francia del siglo XVIII. Muchos historiadores creen que Blaise Pascal introdujo una forma primitiva de ruleta en el siglo XVII en su búsqueda de una máquina de movimiento perpetuo. El mecanismo de la ruleta es un híbrido de una rueda de juego inventada en 1720 y el juego italiano Biribi.
El juego se ha jugado en su forma actual desde una fecha tan temprana como 1796 en París. Una descripción temprana del juego de la ruleta en su forma actual se encuentra en una novela francesa La Roulette, ou le Jour de Jaques Lablee, que describe una ruleta en el Palais Royal de París en 1796. La descripción incluye los bolsillos de la casa: "Hay exactamente dos ranuras reservadas a la banca, de donde deriva su única ventaja matemática". A continuación, describe la disposición con, "...dos espacios de apuestas que contienen los dos números de la banca, el cero y el doble cero". El libro se publicó en 1801. Una referencia aún más temprana a un juego de este nombre fue publicada en las regulaciones para Nueva Francia (Quebec) en 1758, que prohibió los juegos de "dados, hoca, faro, y ruleta".
Las ruletas utilizadas en los casinos de París a finales de la década de 1790 tenían el color rojo para el cero simple y el negro para el doble cero. Para evitar confusiones, a partir de 1800 se eligió el color verde para los ceros de las ruletas.
En 1843, en la ciudad balneario alemana de Bad Homburg, los franceses François y Louis Blanc introdujeron la ruleta de un solo 0 para competir con otros casinos que ofrecían la ruleta tradicional con ceros simples y dobles.
En algunas formas de las primeras ruletas americanas, había números del 1 al 28, además de un cero simple, un cero doble y un Águila Americana. El Águila, que era un símbolo de la libertad americana, era una ranura de la casa que aportaba al casino una ventaja extra. Pronto, la tradición desapareció y desde entonces la rueda sólo presenta ranuras numeradas. Según Hoyle, "el 0 simple, el 0 doble y el águila nunca son barras; pero cuando la bola cae en cualquiera de ellas, el banquero barre todo lo que hay sobre la mesa, excepto lo que se haya apostado en cualquiera de ellas, cuando paga veintisiete por una, que es la cantidad que se paga por todas las sumas apostadas en una sola cifra".

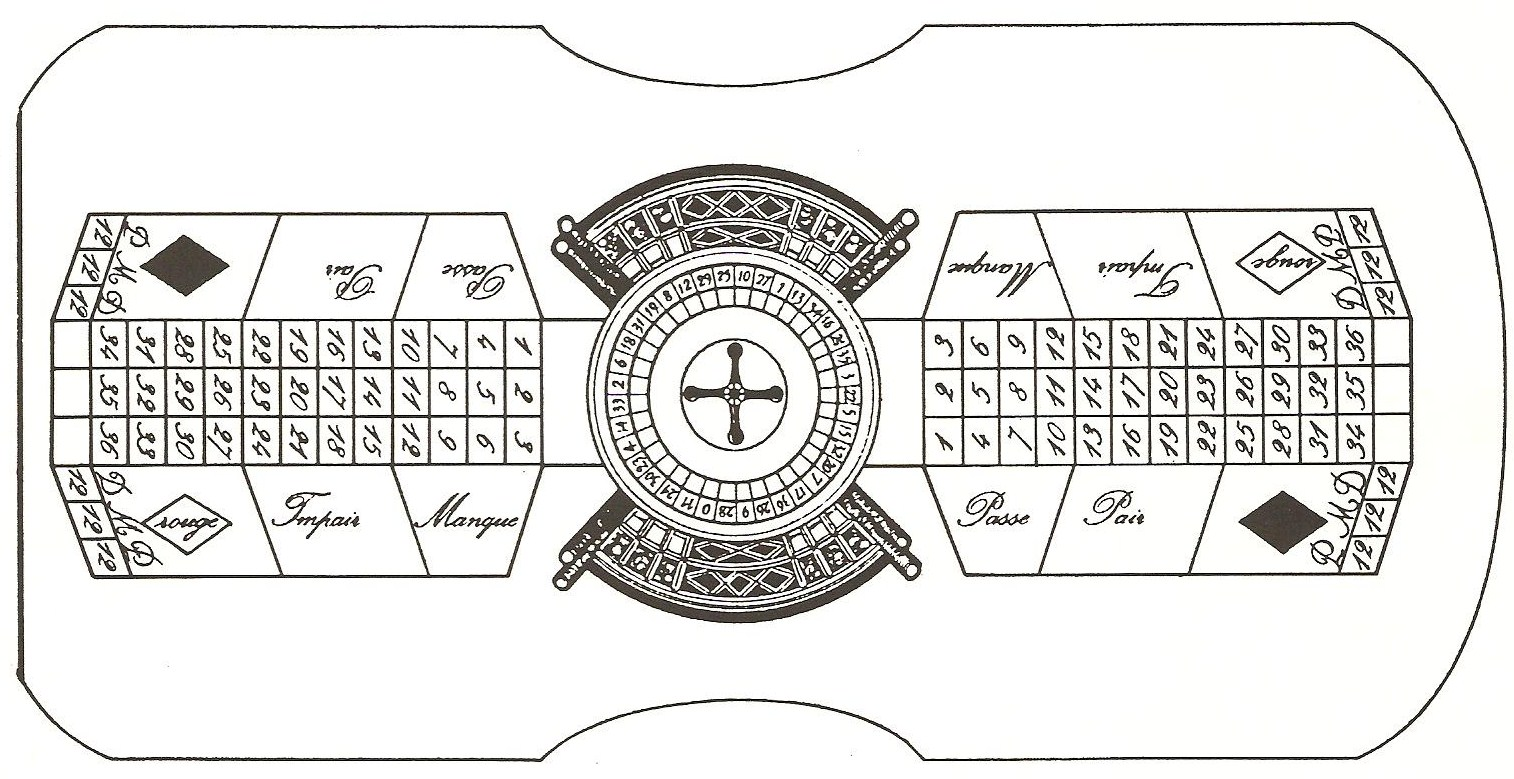
Grabado del de la ruleta francesa

En el siglo XIX, la ruleta se extendió por toda Europa y Estados Unidos, convirtiéndose en uno de los juegos de casino más famosos y populares. Cuando el gobierno alemán abolió el juego en la década de 1860, la familia Blanc se trasladó al último casino legal que quedaba en Europa, en Montecarlo, donde establecieron una meca del juego para la élite europea. Fue aquí donde la ruleta de un solo cero se convirtió en el juego por excelencia, y con el paso de los años se exportó a todo el mundo, excepto a Estados Unidos, donde la ruleta de dos ceros seguía siendo la dominante.
En Estados Unidos, la rueda francesa del doble cero se abrió camino por el Misisipi desde Nueva Orleans, y luego hacia el oeste. Fue aquí, debido a las trampas desenfrenadas tanto de los operadores como de los jugadores, donde la rueda se colocó finalmente en la parte superior de la mesa para evitar que se escondieran dispositivos en la mesa o en la rueda, y se simplificó la disposición de las apuestas. Así se creó la ruleta americana. El juego americano se desarrolló en los garitos de juego de los nuevos territorios, donde se habían instalado juegos improvisados, mientras que el juego francés evolucionó con estilo y ocio en Montecarlo.
Durante la primera parte del siglo XX, las únicas ciudades con casinos importantes eran Montecarlo, con la tradicional ruleta francesa de un solo cero, y Las Vegas, con la ruleta americana de dos ceros. En la década de 1970, los casinos empezaron a florecer en todo el mundo. En 1996, el primer casino en línea, generalmente considerado InterCasino, hizo posible jugar a la ruleta en línea. En 2008, había varios cientos de casinos en todo el mundo que ofrecían juegos de ruleta. La rueda de doble cero se encuentra en Estados Unidos, Canadá, Sudamérica y el Caribe, mientras que la rueda de un solo cero predomina en el resto del mundo.
La suma de todos los números de la ruleta (del 0 al 36) es 666', que es el "Número de la Bestia". Este número, asociado tradicionalmente con la mala suerte y lo oculto, ha sido motivo de fascinación y temor entre jugadores y supersticiosos. Aunque la ruleta fue creada con fines de entretenimiento y azar, esta coincidencia numérica ha contribuido a su aura mística y al folclore que rodea al juego en diferentes culturas.

## Elementos de la ruleta
Los útiles imprescindibles para el juego de la ruleta son:

### Ruleta o cilindro
El diseño que actualmente se utiliza en las ruletas de los casinos se debe al filósofo y matemático francés Blaise Pascal, quien buscaba un juego en donde el azar fuese lo más equitativo posible.
En ese diseño, el orden se basa en las siguientes normas:
- A cada lado de un número menor o igual a 18 hay un número mayor que 18 y viceversa, con dos excepciones: a) el cero, b) justo enfrente de él con el 5 y el 10 juntos.

- Los números negros son aquellos en los que la reducción de la suma de sus dígitos es par. Así, por ejemplo, el 29 es negro (2 + 9 = 11, 1 + 1 = 2). Las excepciones son el 10 y el 28 (ambos negros).

- Partiendo el plato por la mitad, con una línea imaginaria entre el 0 y el 5, en cada una de las mitades debe haber la misma cantidad de números que pertenezcan a cada una de las 3 docenas (6 números de cada docena) y la misma cantidad de números que pertenezcan a cada una de las 3 columnas (6 números de cada columna).

- Los números rojos y negros deben estar alternados.

- Los números pares e impares deben estar distribuidos de forma regular, de manera que no haya más de dos números pares o impares adyacentes.

Estas normas se cumplen en la ruleta europea (con un cero), pero no en la americana (con doble cero), donde la distribución es más irregular.
Con el paso del tiempo, la ruleta se fue modernizando, y hoy en día existen las electrónicas o electromecánicas, compuestas por sensores que detectan la posición exacta de la bola, sensores que detectan el correcto sentido de giro del plato, sensores que detectan la posición o referencia 0 (cero), y, además de esto, poseen un disparador electrónico con un sensor más. Los métodos programables en estas ruletas son: velocidad de disparo de la bola, velocidad de giro del plato, configuraciones de sonido, configuraciones de vídeo, configuraciones de apuestas máximas y premios máximos, y algunos modelos poseen un test aparte, para probar el sistema de plato (dispara, sensa y lee la bola). Básicamente, todo el sistema de ruleta electrónica es una computadora. Una CPU central controla todo el sistema del plato, y controla a su vez cada una de las CPU satelitales.

### Paño o tapete

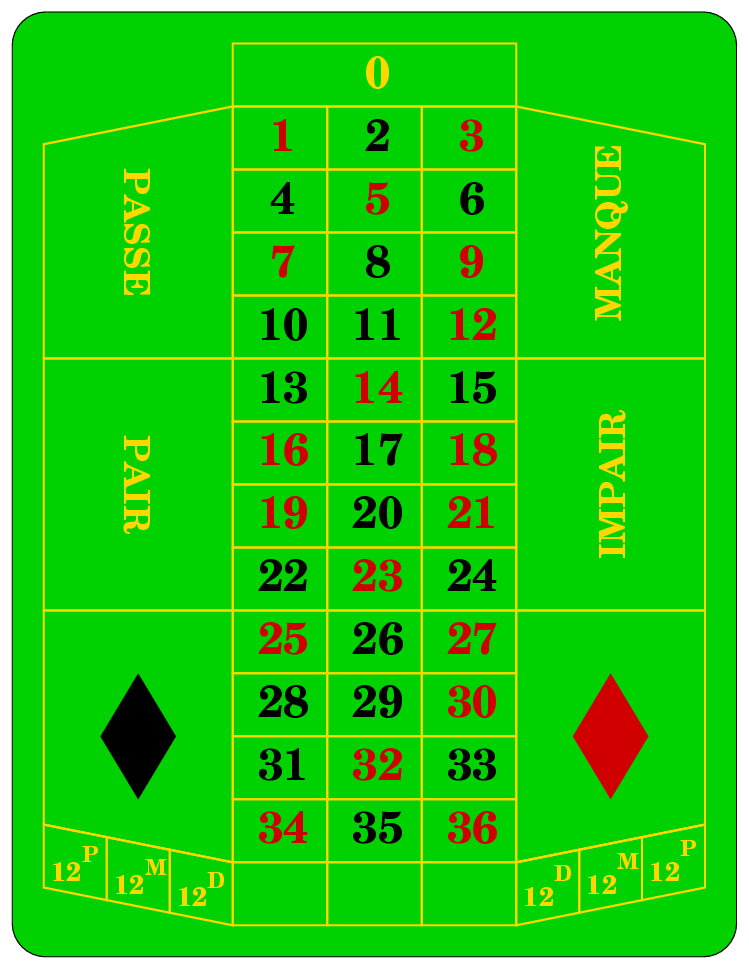
Paño de una ruleta francesa de un solo cero.

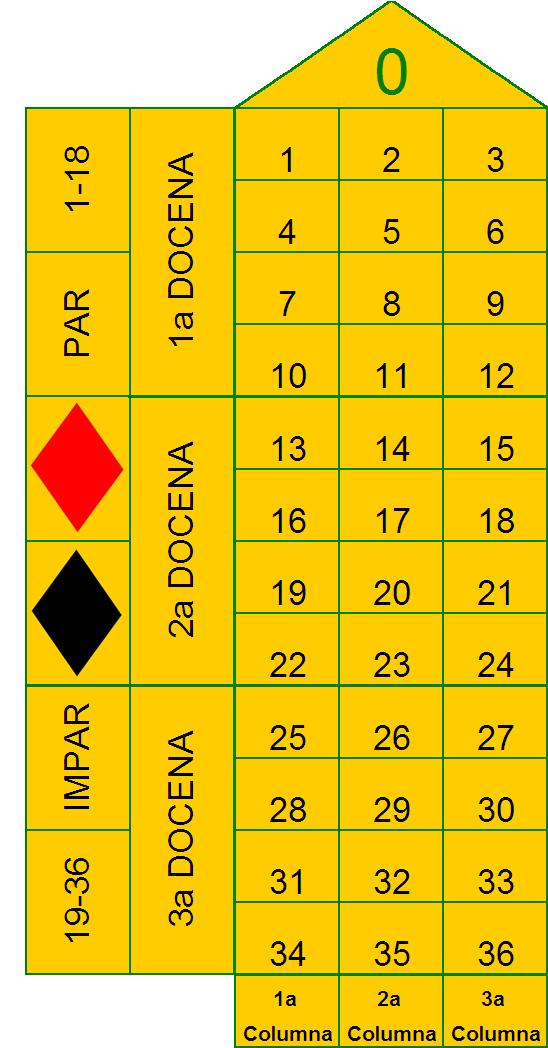
Paño de una ruleta americana de un solo cero.

En este juego la ruleta está situada en el extremo de una mesa, recubierta esta por un tapete, originalmente de color verde oscuro, aunque se suele utilizar toda una gama de colores (verde, burdeos, azul marino). Dicho tapete tiene una serie de recuadros para efectuar las apuestas. Estas se hacen normalmente en forma de fichas, cambiables por dinero.
Los tapetes y ruletas son distintos, dependiendo de si son de un solo cero o de dos ceros. Las ruletas con doble cero son llamadas ruletas americanas, en las que juega un máximo de 8 personas, cada una con fichas de un color, y ellas mismas ponen sus fichas, que al final de la jugada son retiradas por el croupier con la mano. La ruleta francesa o europea es la que posee un solo cero, y se colocan fichas de “valor” del casino. Normalmente se las colocan los croupiers a los clientes y las retiran con un rastrillo.

### Bola
Es una esfera de color blanco o marfilado, de aproximadamente dos centímetros de diámetro. Antiguamente, se usaban de marfil, pero en la actualidad son de politetrafluoroetileno (teflón).
El modo de interactuar de la bola con la ruleta es el siguiente: el croupier lanza la bola por un resalte interior del plato, de tal forma que la bola gira por el resalte de madera, mientras empuja el rotor interior en la dirección contraria a la que gira la bola. Al perder velocidad, el croupier le avisa a los jugadores el clásico "No va más" y esperan a que la bola caiga y entre en una de las casillas correspondientes a un número al cual designa como el ganador de la partida.

## Apuestas y pagos
Son posibles las apuestas múltiples durante una jugada, siendo los pagos proporcionales a la cantidad de números que se cubren con cada ficha y al número que estas jugado, según la siguiente tabla:
| Apuestas            | Números que juega | Pago (como múltiplo de lo apostado) | Beneficios (excluido lo apostado) |
| ------------------- | ----------------- | ----------------------------------- | --------------------------------- |
| Suertes sencillas   | 18 números        | 2×1                                 | 1 a 1                             |
| Columnas y docenas  | 12 números        | 3×1                                 | 2 a 1                             |
| Seisena             | 6 números         | 6×1                                 | 5 a 1                             |
| Cuadro              | 4 números         | 9×1                                 | 8 a 1                             |
| Transversal         | 3 números         | 12×1                                | 11 a 1                            |
| Caballo o semipleno | 2 números         | 18×1                                | 17 a 1                            |
| Pleno               | 1 número          | 36×1                                | 35 a 1                            |

Se llaman suertes sencillas aquellas que cubren 18 números (rojo, negro, par, impar, falta y pasa). La forma de apostar con una sola ficha a varios números consiste en situarla en las líneas o cuadros de separación entre ellos. Eso en el caso de medios y cuadros. En las líneas y calles se apuesta en el lateral, tocando las líneas que los marcan. El resto de apuestas se realizan en sus posiciones, indicadas en el paño.
En todas las apuestas se mantiene la relación de pagos de 36 veces (con las fichas apostadas incluidas). En el caso de salir el cero o doble cero, las suertes sencillas al igual que las docenas y columnas pierden, y el resto de apuestas que involucren al cero se pagan normalmente.

### Estrategias y tácticas de juego para apostar
Los marinelos consiguieron elaborar una jugada fantástica en la cual las ganancias eran pocas tras cada tirada, pero seguras. Por ello, La Noria se convirtió en su santuario. A principios de los años 1990, un jugador español llamado Gonzalo García Pelayo utilizó su computadora para crear un sistema de tendencias en las ruletas del Casino de Madrid en la ciudad española de Madrid, España. Con este sistema, Gonzalo les apostó a todos los números con más probabilidades de salir en cada una de las partidas jugadas, junto a los miembros de su familia, fueron capaces de ganar más de $1.5 millones de dólares a lo largo de los años 90 en varios casinos de Europa y de todo el mundo, incluyendo los casinos de Las Vegas en los Estados Unidos hasta mediados del año 1994. En el año 2004, un Tribunal Supremo falló a favor de Gonzalo y su familia con respecto a la legalidad de su modalidad de juego, ya que cuando la misma fue puesta en duda por todos los casinos en su momento, se demostró que no existía ningún tipo de ilegalidad en su estrategia de juego, a diferencia de otros casos como la estrategia del conteo de cartas en el Blackjack, lo que a su vez también causó el levantamiento de todas las restricciones de entradas a las salas de juego para los Pelayos en España y el resto del mundo, que hasta el momento del fallo del Tribunal Superior tenían prohibida su entrada. En la actualidad no hay ninguna estrategia comprobada matemáticamente que permita obtener una ventaja absoluta contra los casinos por parte de los jugadores a corto o largo plazo, ya que en esencia, la ruleta es un juego más que todo al azar, pero conociendo sus reglas actuales y dependiendo también del tipo de ruleta, se puede ser capaz de apostar de manera más inteligente. En la siguiente tabla se podrá apreciar los tipos de apuestas y sus probabilidades en la ruleta europea o la ruleta estadounidense y sus respectivas ganancias:
| Tipo de Apuesta                    | Ganancias (Como múltiplo de la apuesta original) | Probabilidad de Ganar |
| ---------------------------------- | ------------------------------------------------ | --------------------- |
| Rojo / Negro                       | 2                                                | 18/37=48,6%           |
| Par / Impar                        | 2                                                | 18/37=48,6%           |
| Falta (1 - 18) / Pasa (19 - 36)    | 2                                                | 18/37=48,6%           |
| Doble Docena / Doble Columna       | 1,5                                              | 24/37=64,8%           |
| Docena / Columna                   | 3                                                | 12/37=32,4%           |
| Seisena                            | 6                                                | 6/37=16,2%            |
| Cuadro (4 números) / Esquina (0-3) | 9                                                | 4/37=10,8%            |
| Transversal (Línea)                | 12                                               | 3/37=8,1%             |
| Caballo (2 números)                | 18                                               | 2/37=5,4%             |
| Pleno (1 número)                   | 36                                               | 1/37=2,7%             |

En el fascinante mundo de la ruleta, entender la influencia del número 0 es esencial para desarrollar estrategias efectivas. Mientras que en la ruleta europea hay 37 números, la variante estadounidense añade un giro intrigante con el 00, sumando 38 en total. Estos números, a pesar de no encajar en las categorías convencionales, tienen un impacto directo en las ganancias del casino. Cuando la bola cae en el 0 o 00, las reglas cambian, ofreciendo opciones tácticas como recuperar la mitad de la apuesta o mantenerla en "prisión" para la próxima ronda. Esta comprensión profunda de la dinámica de la ruleta permite a los jugadores tomar decisiones informadas, mejorando así sus posibilidades de éxito en el emocionante tapete de juego.

#### Los métodos más conocidos para apostar
Resumen de los métodos científicos más usados y discutidos para jugar contra la Ruleta
- Martingala
- D’Alembert
- Fibonacci
- Labouchere
- Oscar’s Grind

El sistema de apuestas Martingala es el más famoso y popular de todas las estrategias de ruleta existentes. También es una de las formas más antiguas de jugar a la ruleta en la práctica. Existe evidencia histórica de que mucho antes de la invención de la ruleta, este sistema fue utilizado con éxito por muchas personas en los juegos existentes en ese momento. El juego de ruleta según el sistema Martingala se lleva a cabo apostando a probabilidades simples (rojo / negro; pares / impares; números altos / bajos). En el ejemplo clásico, para aclarar el sistema, se suele elegir una apuesta en función del color del número ganador. Sin embargo, la elección del tipo de probabilidades simples depende solo de las preferencias personales del jugador. El sistema Martingala funcionará de la misma manera para todos los tipos de apuestas de ruleta, cuyas ganancias se pagan 1 a 1.

## Ruletas electrónicas
Están muy difundidas en los salones de juego, son ruletas automáticas que lanzan de forma aleatoria la bola.
Las máquinas de los salones de juego disponen de un mecanismo capaz de expulsar la bola del número y colocar la bola en otras casillas en concreto. Adicionalmente dispone de los siguientes mecanismos: un soplador de aire, que impulsa la bola a diferentes velocidades aleatoriamente, mediante un sofisticado mecanismo que hace variar la fuerza del soplido (en las más avanzadas tienen ocho velocidades de impulso diferentes); además, tienen diferentes velocidades de giro del plato (también ocho); también tienen diferentes tiempos de juego, desde que empiezan las apuestas hasta que se cierran con el clásico "No va más", con lo que juegan con tres variables que, combinadas, dan una gran aleatoriedad, también existen otros modelos o versiones de ruletas electrónicas que funcionan igual que la ruleta física, solo que estas utilizan un programa de computadora, las cuales muestran la ruleta en una pantalla de televisión en video donde estas hacen las mismas funciones y se encuentran en ciertas salas de juego.
Las ruletas electrónicas están consideradas máquinas de juego, con lo cual tienen que dar un porcentaje mínimo de premios regulados por ley, y esto se consigue con los botes o misterios, que es un premio directo que da la máquina en caso de que la ruleta esté ganando más dinero del permitido. En eso, y solo en eso, se diferencian de las clásicas mesas del casino, además de las apuestas máximas, que en los salones se rigen por el máximo de premio permitido.